# Ricardo Blanco Argibay
Ricardo Blanco-Argibay conocido popularmente como Capitán Blanco Argibay (Chamartín de la Rosa, Madrid, 28 de enero de 1915 - Frente del Ebro, 15 de octubre de 1938) fue un militar español  que participó en la Guerra Civil Española.
Nació en Chamartín de la Rosa (Madrid, donde se le otorgaría el título de hijo predilecto) en la calle que lleva su nombre, falleciendo en la batalla del Ebro.
Fue presidente de grupos de Acción católica. Ganó una oposición a la administración del Estado y fue destinado a la secretaría del ministro de la Gobernación.
El golpe de Estado de 1936 le sorprende en Sevilla, incorporándose directamente al frente, donde se le conocería como «el soldado que ora». Fue Herido en el Cerro de los Ángeles (Madrid) tras evitar una emboscada que las tropas republicanas hicieron a sus compañeros mientras dormían, dado que él se había quedado dormido en la capilla, mientras rezaba. A continuación pudo repeler el ataque de los republicanos . Tras recuperarse parcialmente de sus heridas se reincorpora a la Legión, encontrando la muerte en la batalla del Ebro.
- Datos: Q16625300